# Espacialismo

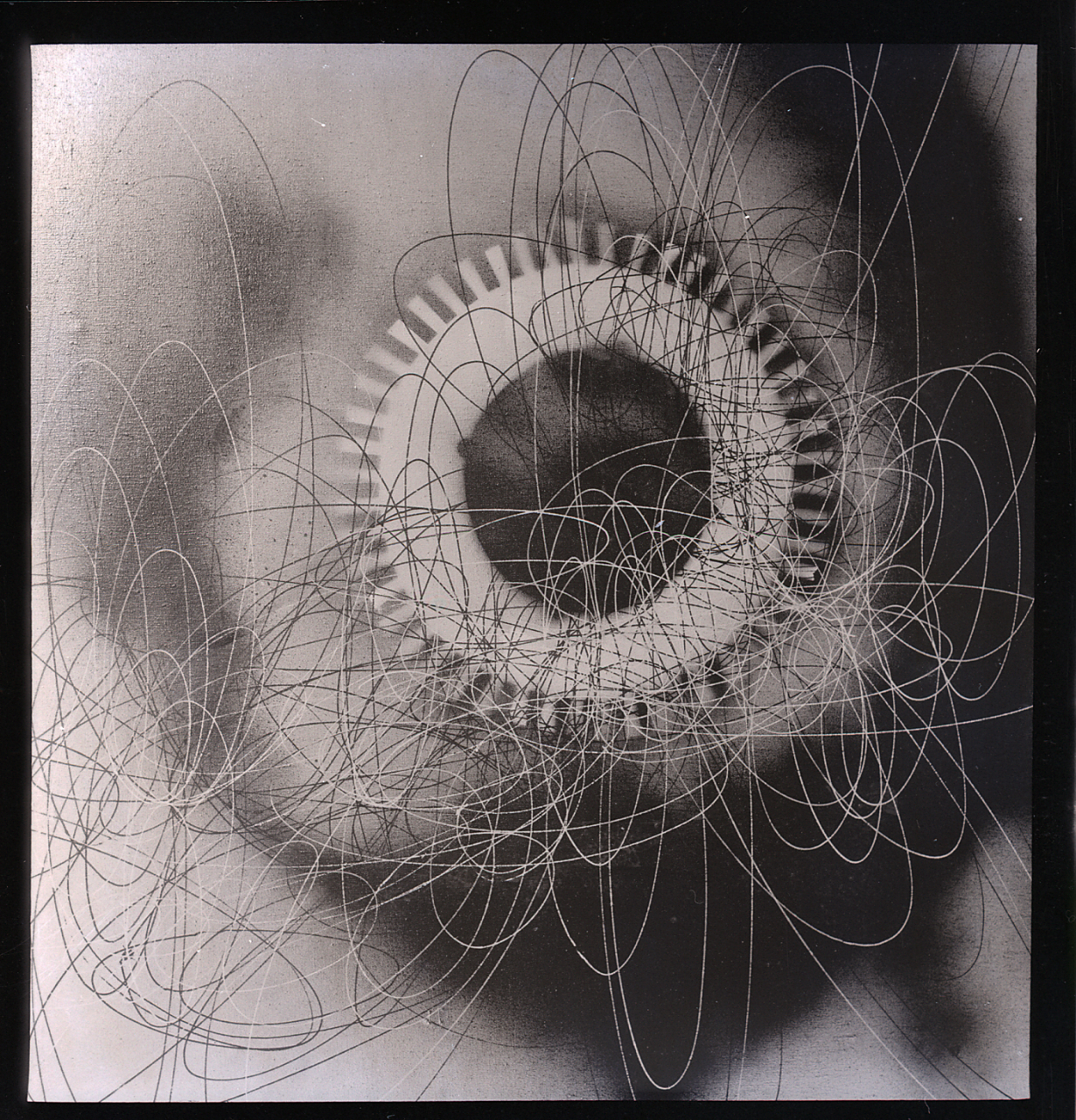
Roberto Crippa, Spirali. Foto por Paolo Monti, 1953 (Fondo Paolo Monti, BEIC).

El Espacialismo (en italiano, spazialismo o movimento spazialista) es un movimiento artístico, fundado por el artista italoargentino Lucio Fontana en 1946, que coincide aproximadamente con el nacimiento del Expresionismo abstracto en Nueva York. La primera exposición es la celebrada en 1949. Fontana llamó al movimiento Movimento Spaziale.

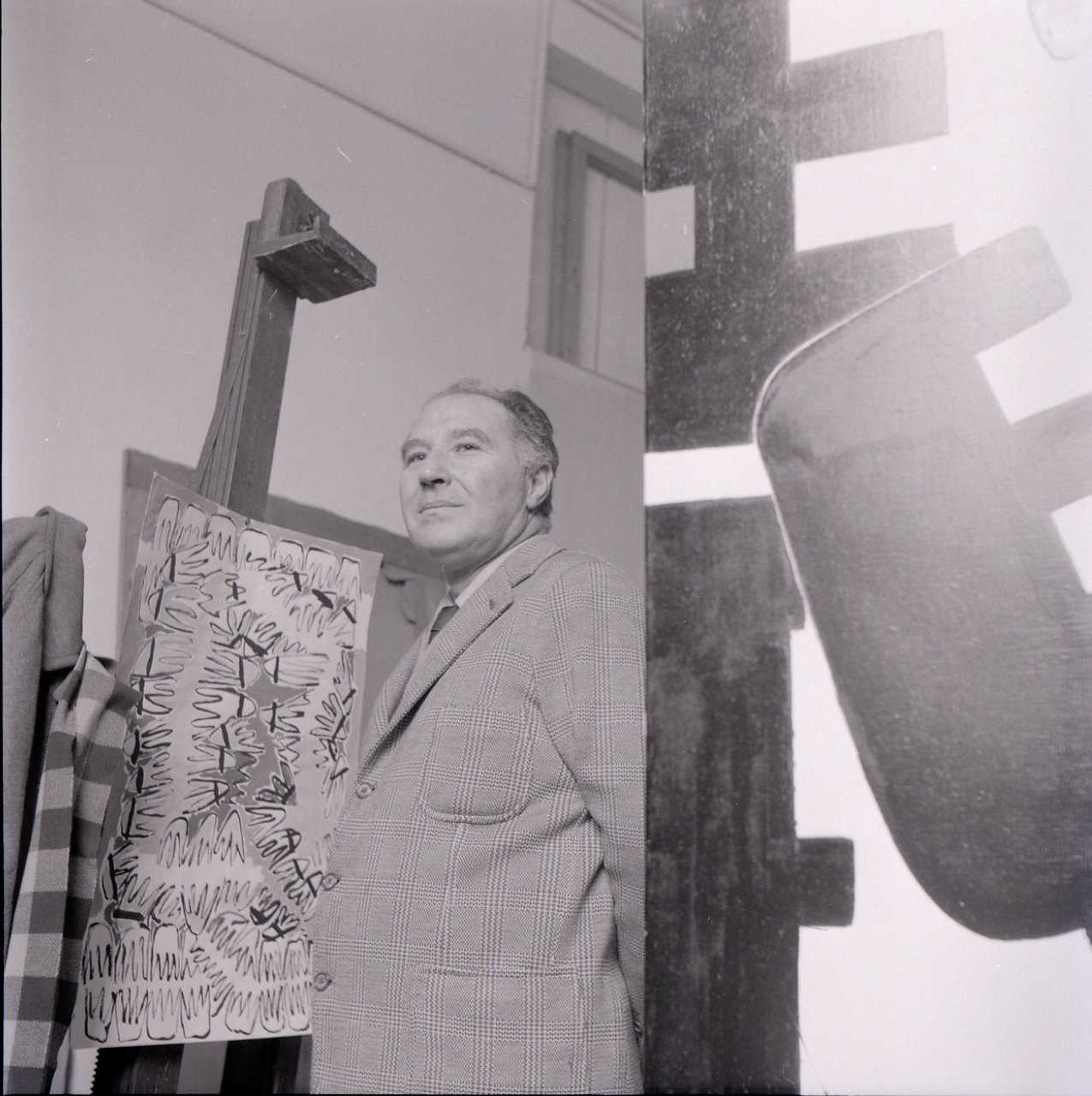
Giuseppe Capogrossi. Foto por Paolo Monti, 1972.

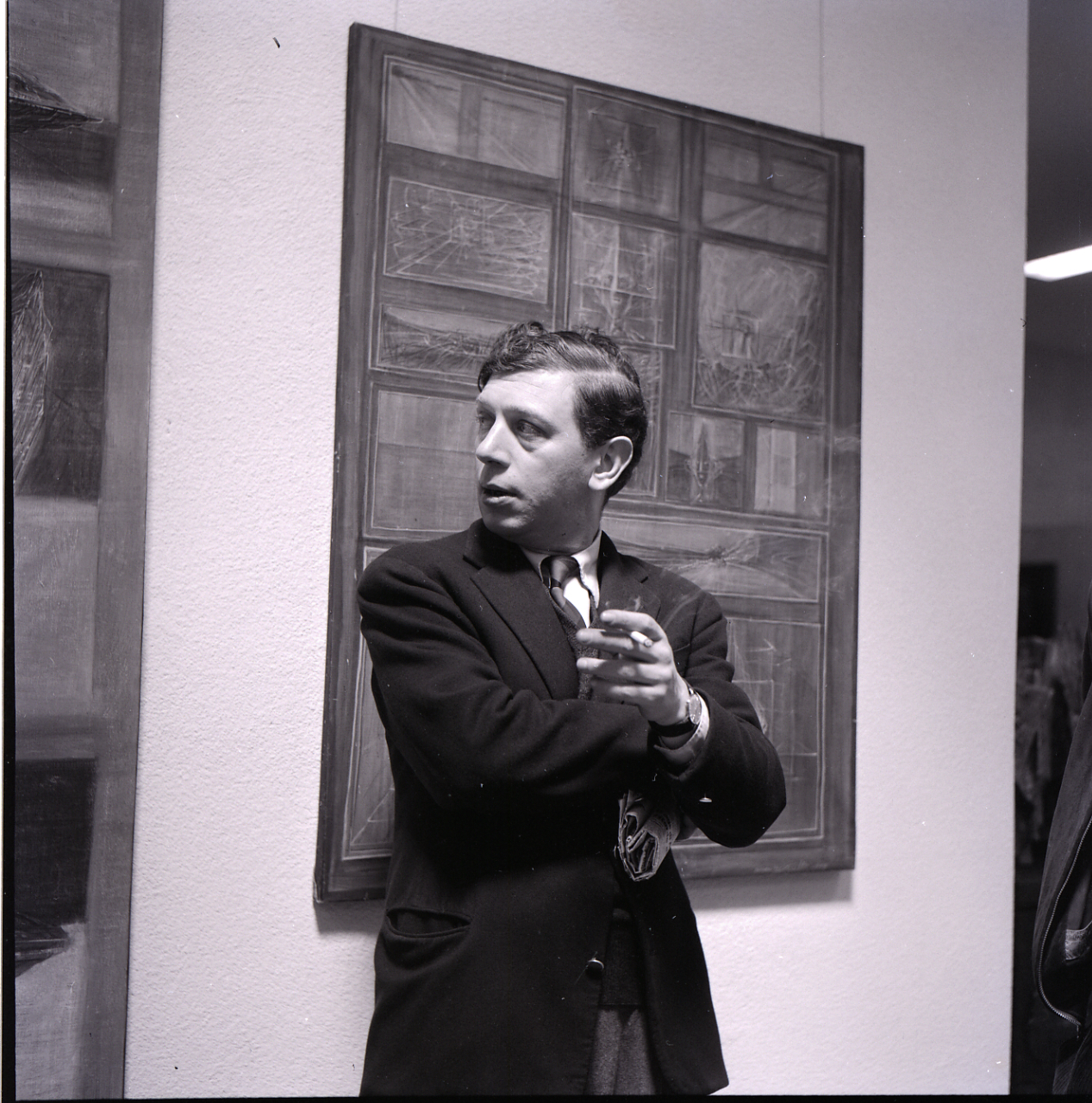
Cesare Peverelli. Foto por Paolo Monti.

El espacialismo combina ideas del movimiento Dadá, el tachismo y el arte concreto. Fontana deseaba crear arte «para la nueva era» que mostraría el «auténtico espacio del mundo».  Lo que diferenciaba este movimiento del expresionismo abstracto era el concepto de erradicar o apartar el arte del caballete y la pintura, e intentar captar el movimiento y el tiempo como los principios esenciales de la obra. Los pintores espacialistas no coloreaban la tela, no la pintaban, sino que creaban sobre ella construcciones que demostraban a los ojos del espectador como, también en el campo puramente pictórico, existía la tridimensionalidad.
Las obras más famosas de Fontana fueron sus lienzos acuchillados o rasgados, con una hoja de afeitar o con un cúter, que se rompían justo en el lugar de la pintura. Son los famosos «tagli nella tela» (cortes en la tela): telas monocromáticas en las que se practicaron incisiones. De este modo se comprende que en los lienzos existía la profundidad. Los espacialistas, a menudo, construían sus cuadros y composiciones con clavos y varios objetos con el fin de demostrar cómo en todos los objetos está presente el espacio tridimensional.
Fontana dejó su legado a artistas conceptuales y artistas ambientales que continuarían sus ideas de trascender el lienzo y entrar en el reino de la realidad.

## Manifiestos espacialistas
Los espacialistas difundieron sus ideas en forma de manifiestos y folletos. Entre los documentos más importante de este tipo están:
- Manifesto blanco (Manifiesto blanco) de Fontana, publicado en Buenos Aires en 1946
- Primo manifesto dello Spazialismo (Primer manifiesto del espacialismo) de Beniamino Joppolo, 1947
- Secondo manifesto dello Spazialismo (Segundo manifiesto del espacialismo) de Antonino Tullier, 1948
- Proposta di un Regolamento del Movimento Spaziale
- Manifesto tecnico dello Spazialismo (Manifiesto espacial) de Fontana, 1951